# 주병선
주병선(1964년 11월 21일~)은 대한민국의 트로트 가수, 작사가, 작곡가로, 추계예술학교 국악학과 3학년 시절이던 1985년 언더그라운드 라이브 클럽에서 록 음악 가수로 첫 데뷔를 하였으며, 3년 후 추계예술학교 국악학과 4학년 시절이던 1988년 《제12회 MBC 대학가요제》에서 〈고인돌〉로 출전하여 금상을 수상하였고, 이듬해 1989년 1집 앨범 수록곡 《칠갑산》으로 정식 데뷔하였다.
한때 국악 가수라는 닉네임으로도 유명하였던 그의 대표곡은 트로트 가수 윤희상의 1980년 오리지널 원곡을 1989년 리메이크한 《칠갑산》이 있다.

## 생애
주병선은 전라남도 여수에서 태어나 여수공업고등학교에 다니던 시절, 그룹 사운드 활동을 하며 록 뮤지션의 꿈을 키우던 주병선은 추계예술학교(지금의 추계예술대학교)에 입학을 한 이후에도 계속 록 음악을 했다. 그러나 그는 국악학과 학생이었으며 부전공은 타악학이었고 록과는 전혀 다른 방식의 음악이어서 록 음악과 국악, 그리고 타악기 연주 세 분야를 모두 습득하였다. 그 때 록 음악을 장르로 대학가요제 예심에 여러 번 출전 신청을 하기도 하였다. 그러나 예심에서 몇 번 탈락하였고 그 후 주병선이 가수로 데뷔하게 된 계기는 1988년에 제12회 MBC 대학가요제에서 주병선 작사, 작곡으로 이루어진 전통음악의 형식을 띤 가요〈고인돌〉로 출전하여 금상을 수상하였다. 그리고 이를 계기로 가수로 데뷔하였으며 1989년에 반도음반의 소속 가수로 활동하기 시작하였다.
1988년 MBC 대학가요제에서 금상을 수상하고 가요계에 데뷔한 주병선은 이듬해 1989년부터 1집 앨범《칠갑산》을 발표하였다. 데뷔 직후 그에게 단 한번의 일로 일약 스타덤에 올랐는데 그것은 여성 가수 겸 뮤지컬 배우 진주 씨의 모친인 재즈 가수 출신의 유정금이 음악 프로그램이었던 주부가요열창에서〈칠갑산〉으로 출전하여 3주 연속 1위를 차지하면서이다. 갑자기〈칠갑산〉이 인기를 얻기 시작하자 이 곡의 원곡자였던 주병선도 이름을 알리게 되었다. 즉, 처음에는 노래만 알려졌지만 점차 주병선도 전국을 강타하여 일약 스타덤에 올라 대중들에게 널리 알려졌다. 이후 2집 앨범을 발표하였지만 워낙〈칠갑산〉이 유명했던터라 다른 곡들은 많이 알려지지 않았고 데뷔한 지 몇 년 뒤에 군에 입대하였다.
제대 후 1992년 데뷔한 서태지와 아이들을 반도음반의 가수로 발탁하고 이듬해 1993년 발표된 서태지와 아이들의 곡〈하여가〉에 태평소 연주를 도입한 전통가요 형식의 코러스를 넣은 것으로 알려져 있다.  2007년에는 KBS 대하드라마 대조영 OST를 맡으면서 활동을 재개하였고 2008년에 7집 앨범을 발표하고 2009년에는 8집 앨범을 발표하였다. 8집《여덟번의 행복에 대한 고백》의 타이틀곡〈아리아리요〉는 룸바와 보사노바 리듬이 빛나는 신나는 트로트이면서 춘향전의 사랑가를 현대적인 느낌으로 새롭게 개사한 곡으로 인기를 얻었다. 이후로 각종 많은 공연 무대에 출연하고 있다.

## 학력
- 여수공업고등학교 졸업(1983년)
- 추계예술대학교 국악학과 학사 (부전공: 타악)
- 경원대학교 일반대학원 산업공학 석사 과정 (공학 석사)

## 음반
- 1988년 <고인돌>
- 1989년 <슬픈 그림자 / 칠갑산>
- 1990년 <내 잘못이야>
- 1992년 <꽃분네야 / 다시 시작할 수 있다면>
- 1997년 <내 한사람의 이름 앞에>
- 1998년 <주빌리야>
- 2007년 <어머니의 나라>
- 2008년 <아버지의 강>
- 2009년 <아리아리요 / 둥글둥글>